# Peintres juifs-russes de l'École de Paris
Vous pouvez aider à l'améliorer ou bien discuter des problèmes sur sa page de discussion.
- Il ne cite pas suffisamment ses sources. Vous pouvez indiquer les passages à sourcer avec {{référence nécessaire}} ou {{Référence souhaitée}}, et inclure les références utiles en les liant aux notes de bas de page. (Marqué depuis novembre 2018)
- Certaines informations devraient être mieux reliées aux sources mentionnées dans la bibliographie ou les liens externes. Améliorez sa vérifiabilité en les associant par des références. (Marqué depuis novembre 2018)

- Archive Wikiwix
- Bing
- Cairn
- DuckDuckGo
- E. Universalis
- Gallica
- Google
- G. Books
- G. News
- G. Scholar
- Persée
- Qwant
- (zh) Baidu
- (ru) Yandex
- (wd) trouver des œuvres sur Wikidata

Les peintres juifs-russes de l'École de Paris sont les peintres issus de l'Empire russe puis de l'Union soviétique exilés à Paris au début du XXe siècle. 

« Paris était alors le centre du monde. Venus de l'est européen, entre 1905 et 1939 cherchant à Paris une terre d'accueil, ces peintres s'installent à Montparnasse, se frottent à l'avant-garde foisonnante de l'époque, et finissent par former ce qu'on appelle l'École de Paris. »

## Analyse
Le journaliste et écrivain d'art Florent Fels, écrit en 1959 dans Le Roman de l'art vivant :

« Cette École de Paris a permis ce miracle original : les peintres d'origine juive ont compris que la figure humaine était nécessaire à l'expression de l'humaine beauté, du pathétique humain, fait nouveau dans l'histoire esthétique des peuples d'Israël. (…) Force est de constater que ces artistes ont déclenché un mouvement sans précédent dans le monde juif, défiant la tradition, franchissant l'interdit de la représentation. Le premier commandement de la loi mosaïque dit : “Tu ne referas aucune image sculptée rien qui ressemble à ce qui est dans les cieux, là-haut, ou sur la terre ici-bas, ou sous les eaux, ou au-dessous de la terre.” »

— Exode XX, 1-4
Peut-on dire qu'il y a une peinture juive comme une musique juive ? Non, car la musique appartient à une tradition culturelle et religieuse, alors que la peinture apparaît avec le mouvement d'émancipation de la Révolution russe de 1905. Les juifs arrivent en peinture : ils lèvent la tête des livres et regardent le monde extérieur, non plus comme hostile mais comme un monde plein de promesse. En 1923 à Berlin, l'artiste El Lissitzky écrit dans la revue Rimons Milgroïm :

« Nous étions toute une génération, des enfants du heder jusqu'aux étudiants talmudistes, épuisés par tant d'années à la seule analyse des textes. Nous emparant de crayons et de pinceaux, nous avons commencé à disséquer la Nature, mais aussi à nous disséquer. Qui étions nous ? Quelle était notre place parmi les nations ? Qu'en était-il de notre culture ? À quoi devait ressembler notre art ? Tout cela s'ébaucha dans quelques petites villes de Lituanie, de Russie Blanche et d'Ukraine pour se prolonger à Paris. Nos artistes apportent un regard nouveau, un nouveau souffle dépourvu de tout classicisme. De cet arrachement à la religion naît un expressionnisme d'une mélancolie vigoureuse. »

Vers 1920, Waldemar Georges, critique d'art prolifique, analyse dans la monographie consacrée à Pinchus Kremegne, cet apport spécifique : quand les Juifs accédèrent à l'art de la peinture, quand ces successeurs directs des talmudistes des changeurs qui regardaient en dedans découvrirent la vision extérieure, ils regardèrent avec les yeux de l'âme. Tout commence à Vitebsk avec le professeur de Marc Chagall, Yéhouda Penn qui crée la première école d'art juive, en 1897 (école artistique de Vitebsk).
Mais c'est à Paris, à La Ruche, entre 1911 et 1913, que le mouvement prend forme. Les artistes Henri Epstein, Marek Szwarc, Pinchus Kremegne, Joseph Tchaïkof, Mosche Lichtenshtein créent la première revue d'art juive, Makhmadim, qui veut dire les délices en hébreu, d'inspiration Jugendstil oriental. C'est une revue album, sans théorie, sans manifeste et sans texte. Son intérêt est d'avoir été la première pousse de la renaissance juive.